# Jean Dupuis

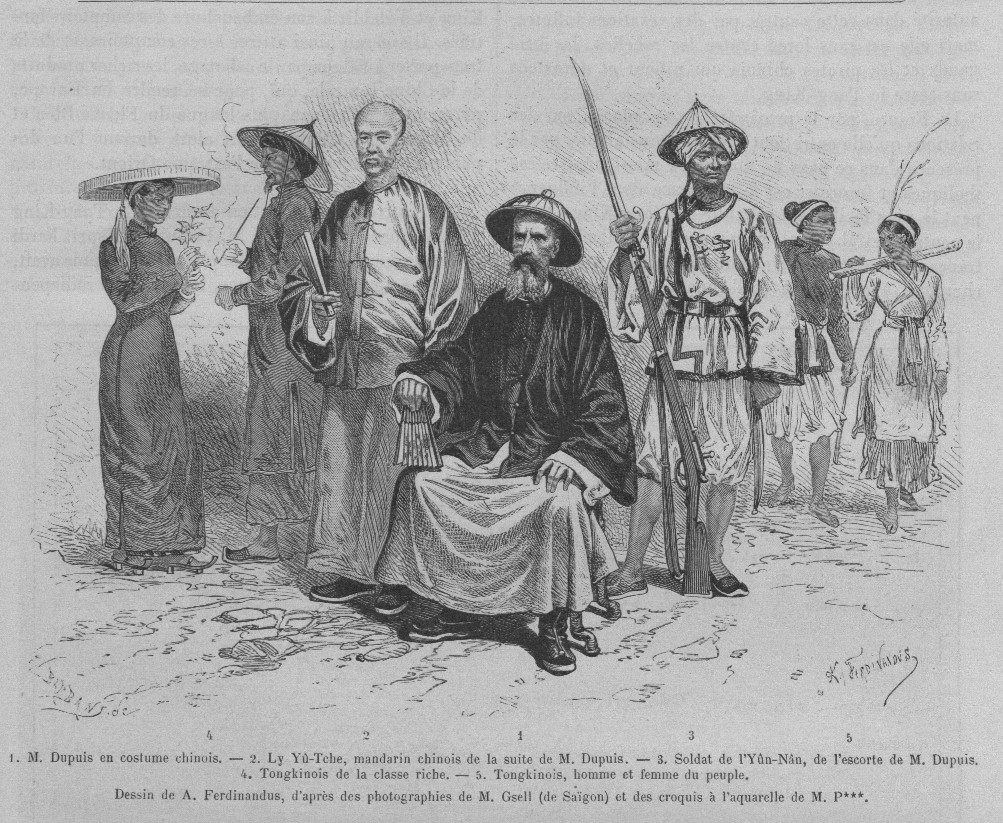
Jean Dupuis ngồi giữa với trang phục Mãn Thanh.

Jean Dupuis (7 tháng 12 năm 1828, Saint-Just-la-Pendue, Pháp – 28 tháng 11 năm 1912, Monaco) là một nhà thám hiểm và thương nhân người Pháp. Sử Nhà Nguyễn gọi là Đồ Phổ Nghĩa (涂普義).

## Tiểu sử
Dupuis được hưởng sự giáo dục tại Tarare (Rhône, Pháp). Năm 1858 ông đến Ai Cập với tư cách là một thương nhân, rồi từ đó đến Trung Quốc. Chuyến đi này là tiền đề cho nhiều cuộc thám hiếm khác đến những vùng chưa được phương tây biết đến ở miền nam Trung Quốc, và tới thời kỳ 1871–72, ông bắt đầu khám phá vùng sông Hồng cho mục đích thương mại .
Năm 1873 ông vướng vào một vụ tranh chấp với nhà đương cục Việt Nam trong thương vụ bán vũ khí để đổi lấy hàng hóa cho quân đội Trung Hoa. Được lệnh từ toàn quyền Nam Kỳ, Francis Garnier đến Bắc Kỳ để hòa giải cuộc tranh chấp, tuy nhiên Garnier đánh chiếm thành Hà Nội, dẫn đến cuộc xung đột với quân triều đình Huế và quân Cờ đen. Đây là nguyên nhân trực tiếp của biến cố Bắc kỳ, và Dupuis là người tích cực góp tay vào việc giúp Pháp chinh phục vùng đất này.
Năm 1879 Dupuis viết "Khai thông sông Hồng cho thương mại", trong đó có vẽ bản đồ Bắc Kỳ, bản đồ đầu tiên của vùng này.
Năm 1881 Dupuis được Viện Hàn lâm Khoa học Paris trao giải thưởng Delalande Guérineau cho công trạng thám hiểm và hỗ trợ chinh phục Bắc Kỳ.

## Các địa danh

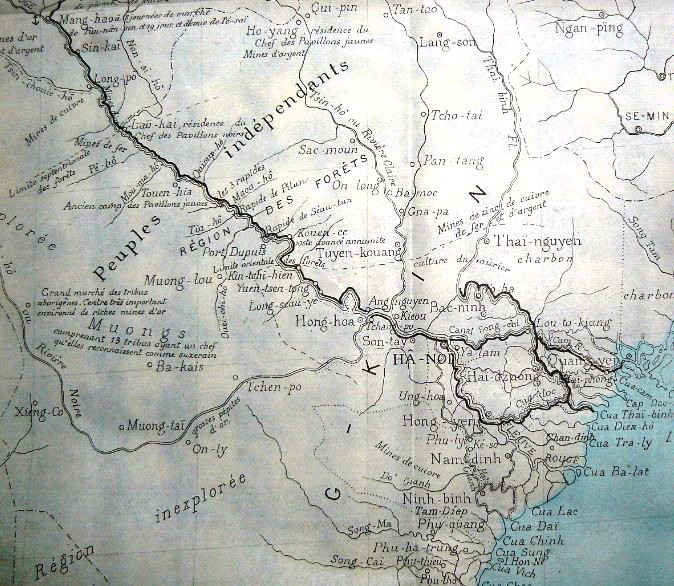
Bản đồ Bắc Kỳ 1879 của Dupuis

Một số địa danh do Dupuis ghi trên bản đồ Bắc Kỳ 1879 theo tiếng dân tộc thiểu số, chủ yếu là người H'Mông, những người được thuê phụ việc và khuân vác. Sau này những tên do Dupuis ghi trở thành tên vùng thời Pháp thuộc và lưu truyền đến ngày nay.
Ví dụ như tên "Lao Cai" theo tiếng H'Mông là "chợ cũ", chợ ở vị trí phường Lào Cai ở đầu cầu Cốc Lếu ngày nay, được Dupuis ghi là "Lao-kai, residence du Chef des Pavillone noirs" (Lao-kai, dinh thủ lĩnh quân Cờ đen). Khi người Pháp thiết lập quyền cai trị thì theo đó "Lao-kai" dùng làm tên thủ phủ vùng, sau đổi thành "Lao Kay", rồi thành "Lào Cai" như ngày nay .
Tại Hà Nội những năm 1870 có đặt tên phố Jean Dupuis, nay là phố Hàng Chiếu, nơi đầu đường có cửa ô Quan Chưởng .

## Tác phẩm
Các chuyến thám hiểm của ông được kể lại trong các tác phẩm:
| • L'ouverture du fleuve Rouge au commerce |  | 1879 |  | Khai thông sông Hồng cho thương mại |
| • Les origines de la question du Tong-kin |  | 1896 |  | Nguồn gốc của các vấn đề của Bắc Kỳ |
| • Le Tong-kin et l'intervention française |  | 1898 |  | Bắc Kỳ và can thiệp của Pháp        |
| • Le Tong-kin de 1872 à 1886              |  | 1910 |  | Bắc Kỳ 1872 - 1886                  |